# Лебедев, Александр Иванович (художник)
Александр Иванович Лебедев (в некоторых источниках: Игнатьевич; 1826—1898) — русский литограф, иллюстратор, карикатурист, академик Императорской академии художеств (1857).

## Биография
Родился в 1826 году. Учился сперва в Московском училище живописи и ваяния, затем (с 1847 года) в Императорской академии художеств в Санкт-Петербурге. За время обучения в Академии (1847—1850) был награждён тремя серебряными академическими медалями: одной — первой степени (1849) и двумя — второй (1848 и 1849). В 1850 году получил звание неклассного художника, в 1857 году — звание академика за «автопортрет» и парный к нему «портрет супруги». 
Лебедев специализировался на книжной иллюстрации и литографиях «лёгкого жанра» (включая карикатуры и дружески шаржи). Он сотрудничал в большинстве иллюстрированных и юмористических изданиях своего времени (таких, как: «Стрекоза», Весельчак», «Искра», «Будильник», «Шут», «Осколки»), и а также издавал свои литографии альбомами и отдельными оттисками. По мнению дореволюционного коллекционера Е. Е. Рейтерну, работы Лебедева «полны юмора и не лишены поэзии».
Скончался в 1898 году в Санкт-Петербурге, и был похоронен на Смоленском православном кладбище (могила не сохранилась).

## Творчество
Лебедев проиллюстрировал «Человеческую комедию» И. Ф. Василевского-Буквы (Санкт-Петербург, 1883), премию к журналу «Осколки» за 1893 год — «Юмор Ф. M. Достоевского» и др. 
Кроме того, были изданы отдельно его альбомы:
- «Погибшие, но милые создания» (Санкт-Петербург, 1862; альбом с 60 иллюстрациями из жизни современных художнику куртизанок и проституток). Текст к рисункам написал В. В. Крестовский.
- «Колпак» (Санкт-Петербург, 1864).
- «Прекрасный пол» (Санкт-Петербург, 1864).
- «Кое-что из Некрасова» (Санкт-Петербург, 1877).
- «Рисунки к стихотворениям Н. А. Некрасова» (СПб., 1864—1865, 2 тетради, составленные вместе с Н. Иевлевым).
- Театральный альбом
- «Щедринские типы» (по произведениям Салтыкова-Щедрина).
- «Карикатурный альбом современных русских деятелей»

И др. 
Знаток русской гравюры Д. А. Ровинский в своём «Словаре русских гравёров» перечисляет ещё следующие работы Лебедева (не всегда ясно, идёт ли речь об альбомах или отдельных оттисках):
- «Бабушкин сон»
- «Пикник»
- «Во всех ты, душенька, нарядах хороша»
- «Шикарный бал в Кунавине» и «Бал-маскарад у господина Затыкевича»
- «L’amour que ce que c’est que ça»

А также:
- Восемь неизданных больших литографий с подписями: «Страсть», «Горе», «Любовь матери», «Первая любовь», «Ревность», «Невинность», «Радость» и «Кокетство»

Сегодня многие тиражные альбомы Лебедева литографий являются библиографическими редкостями. «Карикатурный альбом современных русских деятелей» А. И. Лебедева 30 сентября 2015 года было продано на аукционе антикварного дома «Кабинетъ» за 55 000 рублей. Цена за альбом «Погибшие, но милые создания» доходит до 90 000 рублей. 

## Галерея

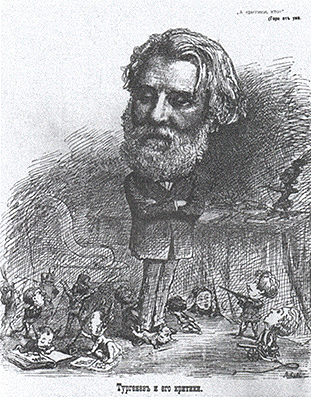
Тургенев и его критики. 1879, дружеский шарж.
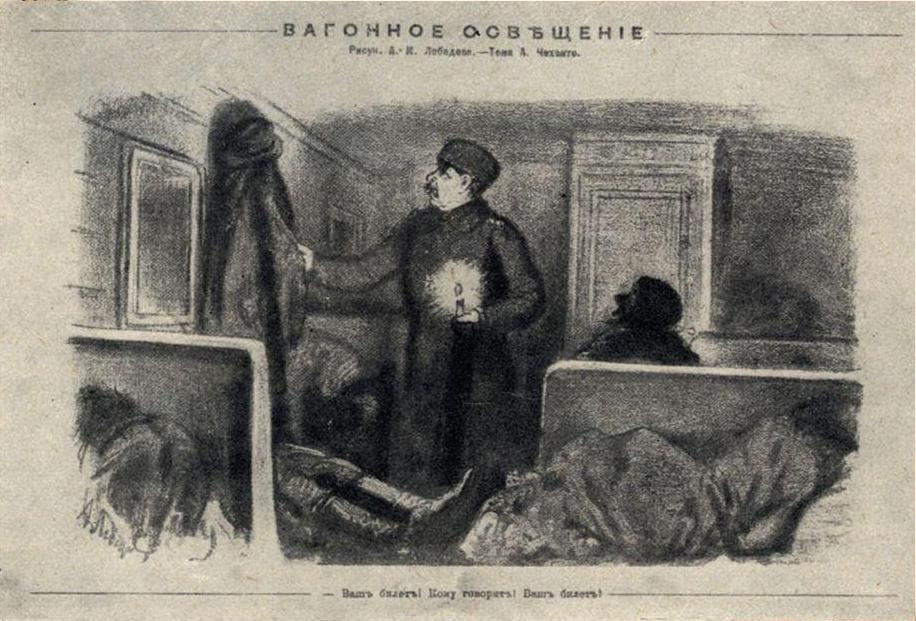
Вагонное освещение (кондуктор, обращаясь в полутьме к пальто на крючке: «Ваш билет! Кому говорят, ваш билет!»).
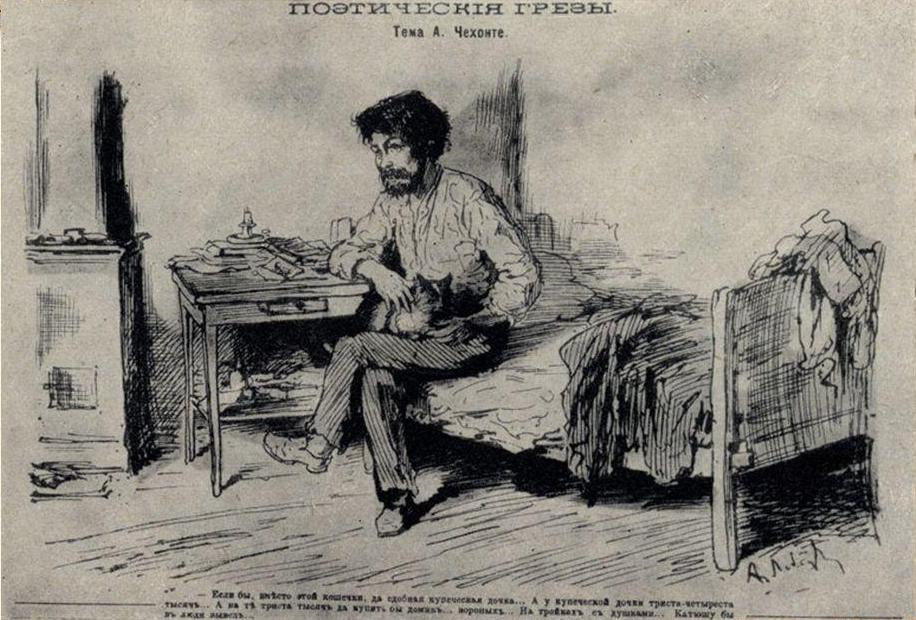
Поэтические грёзы («Если бы вместо этой кошечки, да сдобная купеческая дочка…»).